# El Estado megalómano
El Estado megalómano es un ensayo de Jean-François Revel publicado en 1982 sobre las consecuencias nefastas del primer gobierno del Partido Socialista de Francia con Mitterrand a la cabeza, que había alcanzado el poder en las elecciones de mayo de 1981. En este ensayo Revel sostiene que la ideología del PS es marxista ortodoxa en sus postulados clave, a pesar de no serlo oficialmente, y que su llegada al poder autoriza sólo la administración del gobierno, mas no la implantación del socialismo que estaba llevando a cabo, cambio para el cual no estuvo autorizado por el electorado.
Como en otras obras de Revel de esos años, este sostiene que el Estado se ha extendido en exceso, se ha convertido en invasor de todas las actividades y ha devenido en un peligro para la libertad y la iniciativa creativa del hombre.

## Argumento
Como periodista, Revel utiliza el análisis de la realidad económica, social, política y cultural de su país como base para elaborar un duro ataque al socialismo. Argumenta que lo más grave del socialismo es que genera inevitablemente, por la naturaleza fundamentalista su propio proyecto, una politización generalizada de la sociedad civil donde el poder político empieza a excluir a la iniciativa privada -a la que se sataniza- y a absorber la economía, la información, la educación, y la independencia personal entregándolas al sector público. 
Según Revel, la propaganda socialista justifica esta "megalomanía" en nombre del bien común, y que el socialismo siempre fracasa precisamente porque no le importan las aspiraciones populares de bienestar social y económico sino la refundación de la sociedad, sacrificando el bienestar si es posible. Para ello la propaganda socialista evade fijarse en los resultados para fijarse en las intenciones "bondadosas" de su ideología.
Usando el ejemplo de experiencias históricas previas, y del mismo PS francés, Revel concluye que todo partido o gobierno socialista, en sus diversas variantes e incluso si usa métodos moderados y democráticos, es totalitario en sus objetivos últimos. Con la única excepción de que estos renuncien a sus principios fundamentales.